# التعامرة
التعامرة سميت نسبة إلى بيت تعمر، وهي تتبع محافظة بيت لحم.

## التسمية
كلمة التعامرة اسم جمع ومفردها تعمري وهو من انتسب إلى بيت تعمر، كما ينتسب التلحمي إلى بيت لحم والبجالي إلى بيت جالا والساحوري إلى بيت ساحور، وهكذا.
و بيت تعمر، خربة قديمة سميت على اسم عمر بن الخطاب الذي مر بالمكان عند فتح بيت المقدس، وربما بات أو صلى فيه وبني هناك مسجد صغير في فنائه بئر يظل بارد الماء طوال الفصول. وهناك مسجد عمر بن الخطاب في بيت لحم أيضاً. 

## انظر ايضاً
بيت تعمر
الضفة الغربية
بيت لحم
فلسطين
التعامرة (قبيلة)